# Syrian National Resistance

Wappen der Kafr-Saghir-Märtyrerbrigade

Der Syrian National Resistance (SNR), deutsch Syrischer Nationalwiderstand (arabisch المقاومة الوطنية السورية al-Muqāwama al-Waṭanīya as-Sūrīya), ist eine offiziell unabhängige politische Koalition, die in Nordsyrien und Aleppo aktiv ist und sowohl mit der syrischen Regierungspartei Baath, als auch mit den Demokratischen Kräften Syriens verbündet ist.
Der Anführer der SNR, Rezan Hedo, ist ein unabhängiges Mitglied des Syrischen Demokratischen Rates. Der SNR beschreibt sich selber als eine „vorwiegend kurdische Regierungseinheit“.
Der SNR kämpft an der Seite der Regierungstruppen gegen die türkische Militäroperation „Schutzschild Euphrat“. Sie wurde am 6. September 2016 in Tell Rifat gegründet. Ihr bewaffneter Arm ist die Kafr-Saghir-Märtyrerbrigade.
Die Ideologie der SNR lässt sich im Allgemeinen als antitürkisch und antisunnitisch beschreiben. Er gibt jedoch an, nichts mit der Volksverteidigungseinheiten (YPG), der Demokratischen Einheitspartei (PYD) oder der Arbeiterpartei Kurdistans (PKK) zu tun zu haben. Allerdings ist das Vorhandensein von ehemaligen PYD-Funktionären in den Reihen der SNR bestätigt. Die nähe zur PKK wird bestritten, auch unter Verweis darauf, dass diese international als terroristische Vereinigung eingestuft ist.